# Colibrí de Hartert
El colibrí de Hartert (Phlogophilus harterti) és una espècie d'ocell de la família dels troquílids (Trochilidae) que habita als boscos dels turons andins del centre i sud-est del Perú.